# Aichen
Aichen er en kommune i Landkreis Günzburg i Regierungsbezirk Schwaben i den tyske delstat Bayern. Den er en del af Verwaltungsgemeinschaft Ziemetshausen.

## Geografi
Aichen ligger i Region Donau-Iller.
Kommunen Aichen består af de tidligere selvstændige kommuner Aichen, Memmenhausen og Obergessertshausen.

## Historie
Aichen hørte til stiftet St. Moritz (i Freie Reichsstadt Augsburg). Efter fredsaftalerne i Brünn og Pressburg 1805 kom området under Bayern, og i 1818 dannedes den nuværende kommune.
- Wikimedia Commons har flere filer relateret til Aichen